# Cupido durmiendo
Cupido durmiendo es una obra de Caravaggio, que data de 1608. Posiblemente fue realizado como agradecimiento al apoyo de Angelico Dell'Antella, secretario del Gran Maestre de la Orden de Malta, para el ingreso del pintor en la Orden.
El cuadro muestra a un pequeño Cupido (identificado por una leyenda abajo) durmiendo. El tema había sido muy recurrido, pero Caravaggio le da su toque al mostrar al amor durmiendo, sumido en pesadillas a través de las sombras que rodean al cuadro.